# Quần thể lăng mộ Vương tộc của nhà Triều Tiên
Quần thể lăng mộ Vương tộc của nhà Triều Tiên là quần thể gồm 40 lăng mộ nằm rải rác tại 18 địa điểm được xây dựng từ năm 1408 đến năm 1966 nhằm tưởng nhớ đến những người đã khuất và thể hiện uy nghiêm của vương tộc dưới triều đại Triều Tiên.
Mỗi một lăng mộ có một gò chôn cất, khu vực nghi lễ, ngôi đền hình chữ T bên trong là bia đá, nhà kho, nhà bếp hoàng gia, cổng ra vào lăng mộ, các tượng đá khắc hình người và động vật với mục đích bảo vệ lăng mộ và trang trí. Phía sau lăng mộ là những gò đất cao và những bức tường bao nhằm bảo vệ tránh khỏi ngập lụt.

## Lịch sử
Ngôi mộ cổ nhất trên bán đảo Triều Tiên được xây dựng từ thời kỳ đồ đá đến đồ đồng, đó là lăng mộ Dolmen. Sau đó, đến thời kỳ vương quốc Shilla (thế kỷ thứ 6), hệ thống lăng mộ phát triển theo những quy tắc nhất định như: mộ có một lỗ thông ra ngoài, nền móng lăng mộ được lót bằng gỗ, đá được phủ xung quanh và trong mộ, bên trên được bao phủ bởi đất tạo thành các gò. Tiếp sau đó, những lăng mộ có sự độc đáo như: đặt bốn con hổ đá về 4 hướng của lăng mộ, trước mộ để bàn đá, lăng mộ được xây dựng trên nền đất bằng và cũng có thể trên núi...
Đến thời Cao Ly (918-1392), các lăng mộ xây dựng vẫn tuân theo quy tắc dưới thời Tân La nhưng có thêm một số mới như: có các cột đèn bằng đá, các tượng đá được đặt nhiều hơn xung quanh gò đất, mỗi lăng mộ được xây dựng thêm ngôi đền hình chữ T và bia khắc...
Đến thời triều đại Triều Tiên, các lăng mộ được xây có sự nhất quán hơn, và so với các lăng mộ dưới thời Cao Ly có nhiều biến thể mới. Lăng mộ được xây dựng trên đồi, được chia thành 3 khu vực là khu vực gò đất chôn cất ở phía trên, khu vực các công trình ở giữa và khu vực cổng và các tượng đá trang trí ở phía dưới.

## Phát triển
Lăng mộ dưới thời nhà Triều Tiên được chia thành 5 giai đoạn phát triển bao gồm:
- Giai đoạn kế thừa của vương triều Cao Ly, ngoài ra sử dụng thêm các cột đá 8 cạnh và các cột đèn bằng đá.
- Giai đoạn xuất hiện của các nghi lễ chôn cất.
- Giai đoạn phát triển theo phong thủy trong xây dựng lăng mộ, chẳng hạn như các căn phòng đá thì được xây dựng bằng các phòng có các bức tường, sử dụng các lan can quanh mộ.
- Giai đoạn xuất hiện các tượng người bằng đá nhưng kích thước được thu nhỏ hơn so với trước.
- Giai đoạn mà các hình khắc đá được sử dụng nhiều và được đặt ở các vị trí mới.

## Vị trí
18 khu vực thuộc quần thể lăng mộ vương triều Triều Tiên được đưa vào danh sách di sản thế giới bao gồm: 
| - Donggureung, Gyeonggi-do - Hongyureung, Gyeonggi-do - Sareung, Gyeonggi-do - Gwangneung, Gyeonggi-do - Yeongneung, Gyeonggi-do - Jangneung, Gangwon-do - Seolleung, Seoul - Heolleung, Seoul - Taereung, Seoul | - Jeongneung, Seoul - Uireung, Seoul - Seooreung, Gyeonggi-do - Seosamreung, Gyeonggi-do - Olleung, Gyeonggi-do - Pajusamreung, Gyeonggi-do - Jangneung, Gyeonggi-do (Lăng thứ 1) - Jangneung, Gyeonggi-do (Lăng thứ 2) - Yungneung, Gyeonggi-do |

## Hình ảnh

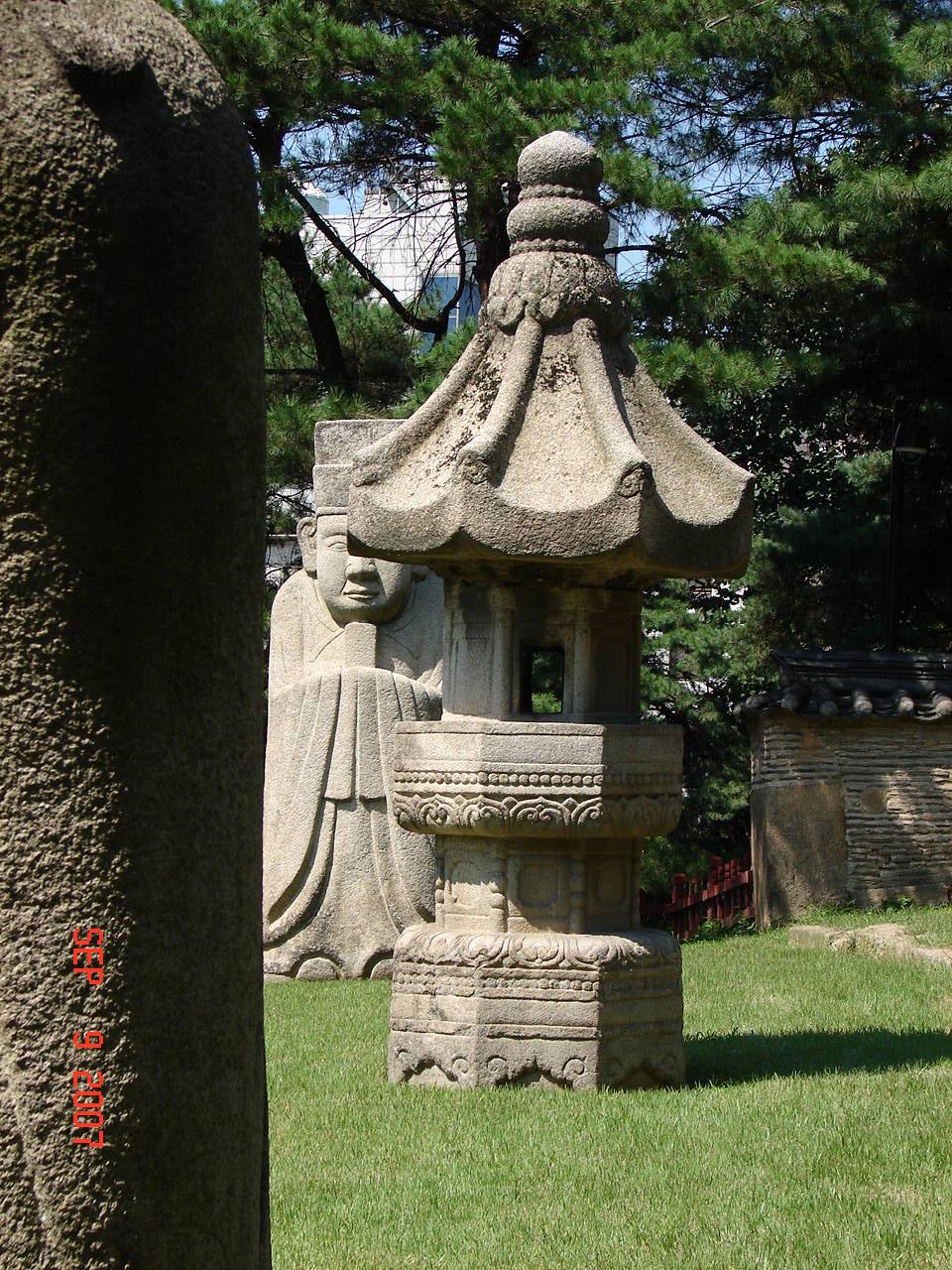
Cột đèn bằng đá
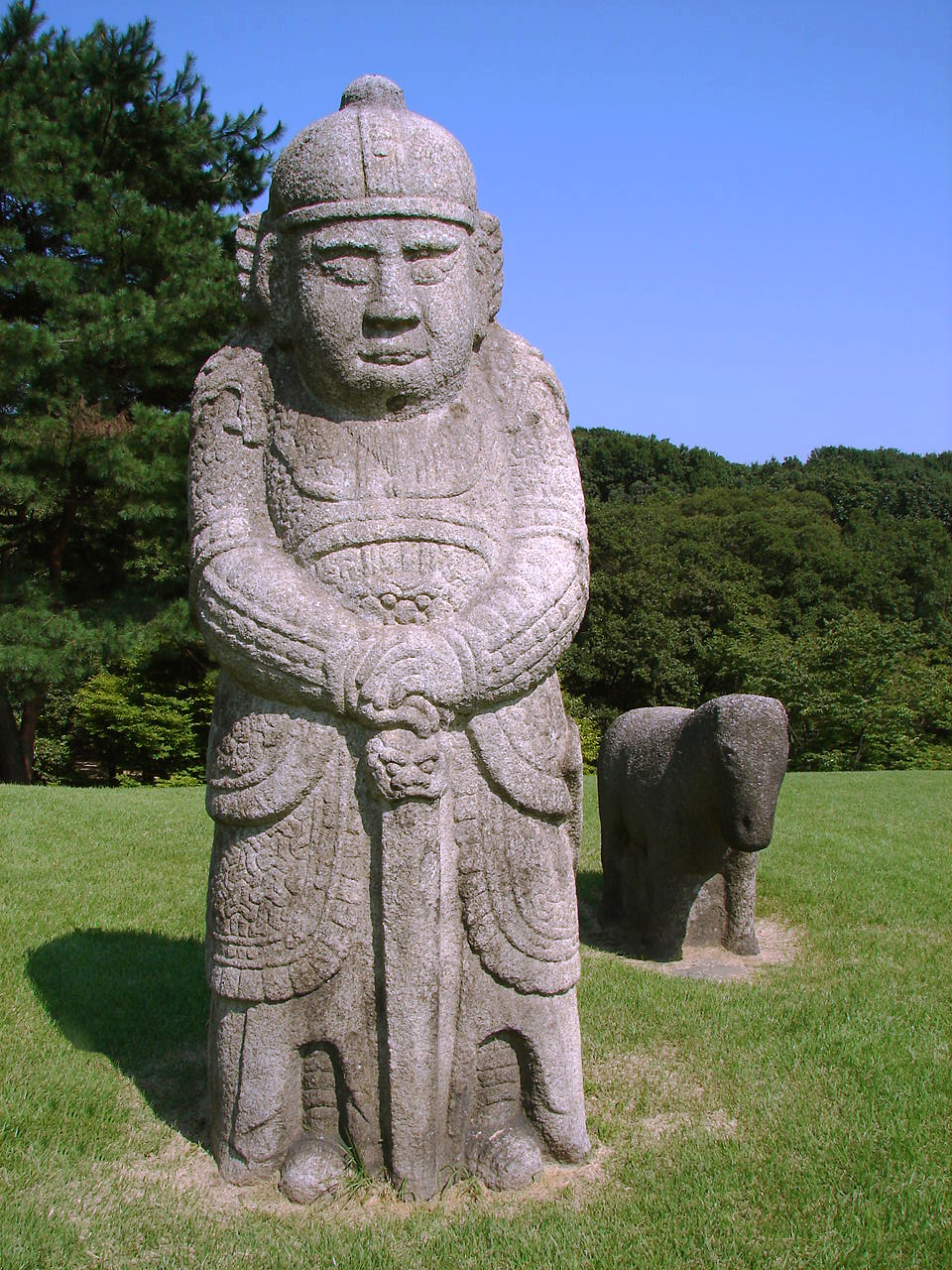
Tượng người bằng đá
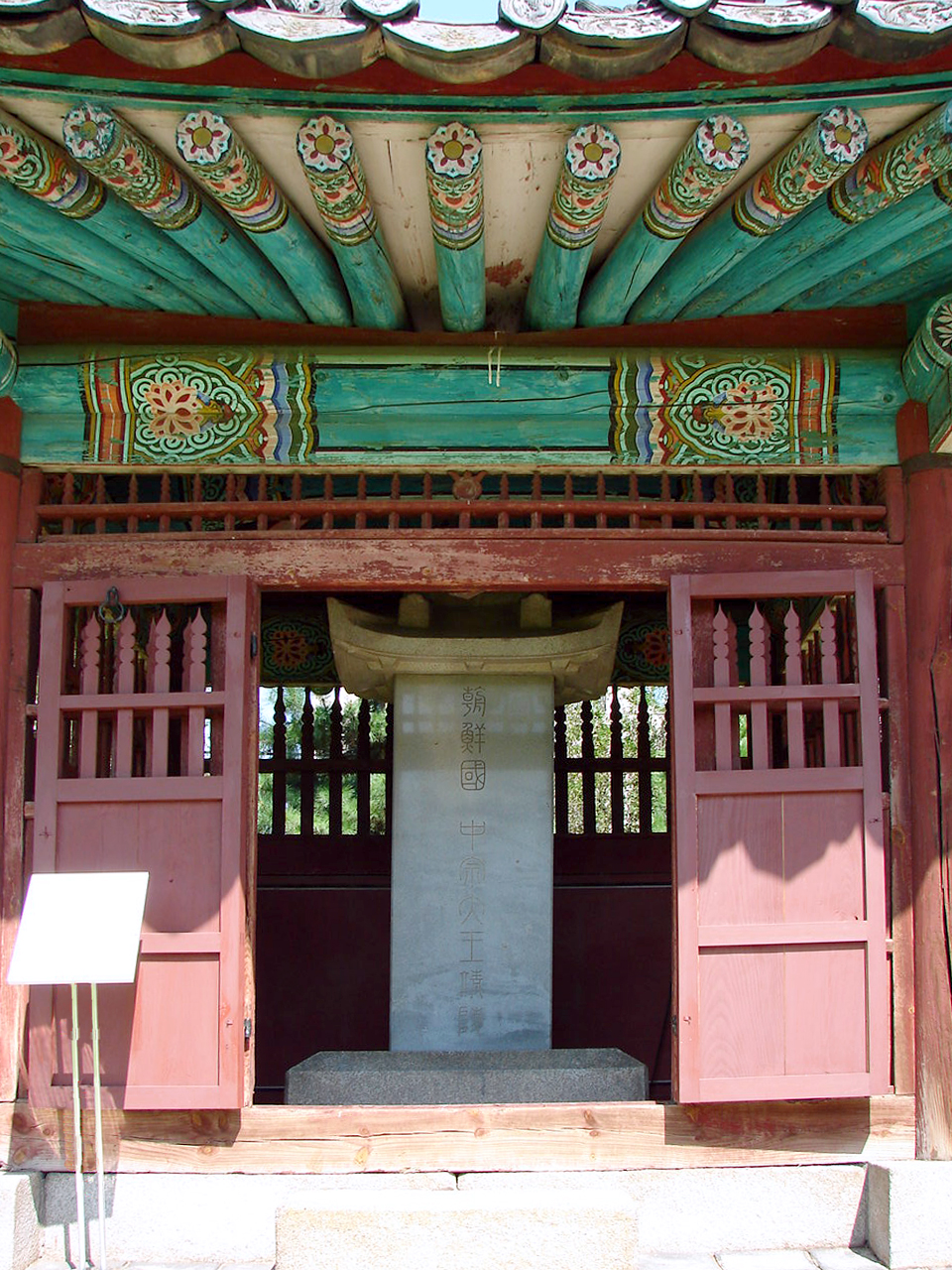
Ngôi đền với tấm bia mộ
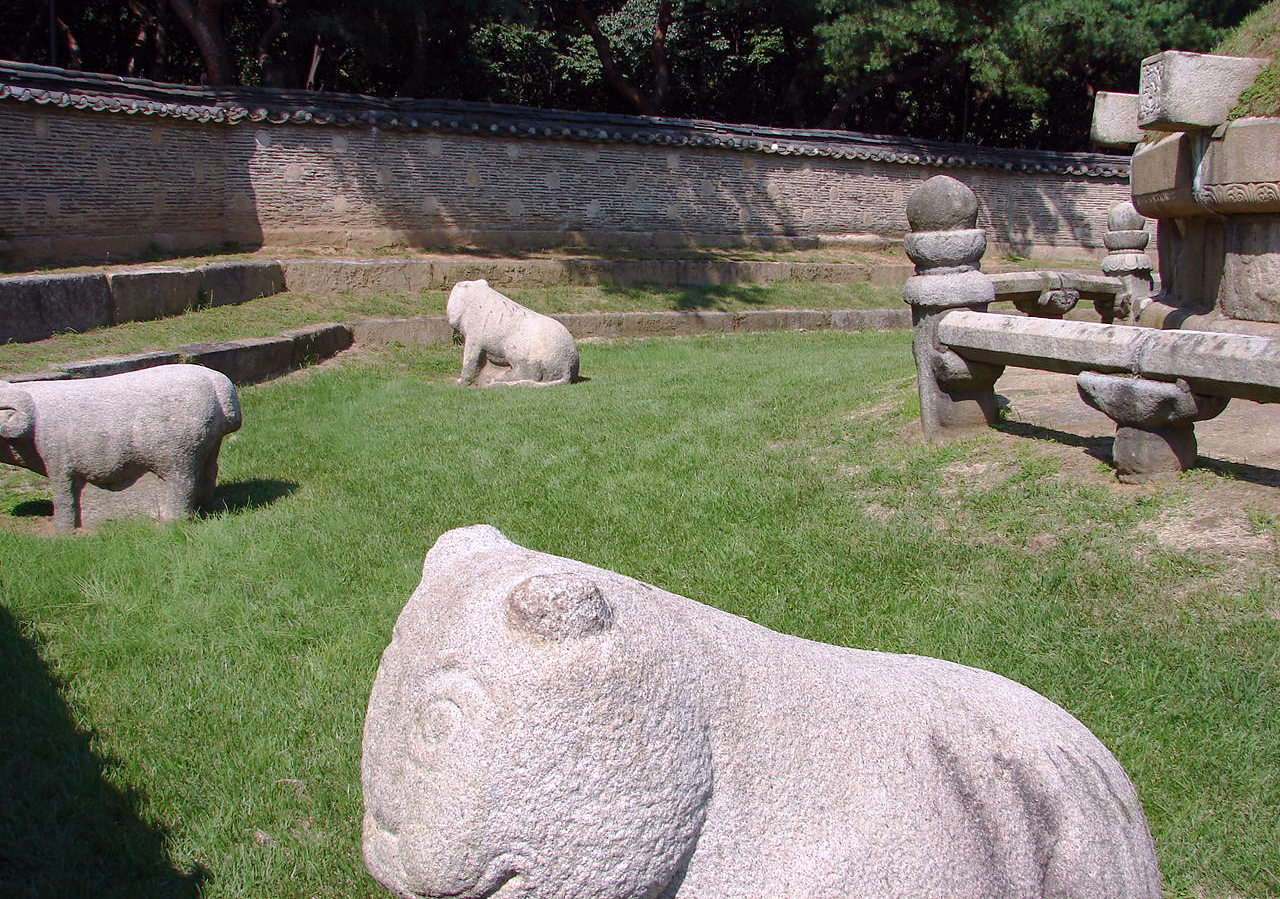
Tượng hổ